# Torneo Rio-San Paolo 1993
Il Torneo Rio-San Paolo 1993 (ufficialmente in portoghese Torneio Rio-São Paulo 1993) è stato la 19ª edizione del Torneo Rio-San Paolo.

## Formula
Primo turno: le 8 squadre partecipanti vengono divise in due gironi da 4, entrambi composti da due squadre dello stato di Rio de Janeiro e due squadre dello stato di San Paolo. Ogni squadra affronta in partite di andata e ritorno le altre 3 componenti del proprio girone. Accedono alla finale le vincitrici di ogni girone.
Finale: si disputa con gara di andata e ritorno.

## Partecipanti
| Squadra       | Città          | Stato          |
| ------------- | -------------- | -------------- |
| Botafogo      | Rio de Janeiro | Rio de Janeiro |
| Corinthians   | San Paolo      | San Paolo      |
| Flamengo      | Rio de Janeiro | Rio de Janeiro |
| Fluminense    | Rio de Janeiro | Rio de Janeiro |
| Palmeiras     | San Paolo      | San Paolo      |
| Portuguesa    | San Paolo      | San Paolo      |
| Santos        | Santos         | San Paolo      |
| Vasco da Gama | Rio de Janeiro | Rio de Janeiro |

## Primo turno

### Risultati
| 1ª giornata                   | 1ª giornata                   | 1ª giornata                   | 1ª giornata                   | 1ª giornata                   |
| 23, 26 giugno e 7 luglio 1993 | 23, 26 giugno e 7 luglio 1993 | 23, 26 giugno e 7 luglio 1993 | 23, 26 giugno e 7 luglio 1993 | 23, 26 giugno e 7 luglio 1993 |
| Gruppo A                      | Gruppo A                      | Gruppo A                      | Gruppo A                      | Gruppo A                      |
| ----------------------------- | ----------------------------- | ----------------------------- | ----------------------------- | ----------------------------- |
| 23 giu.                       | Portuguesa                    | -                             | Corinthians                   | 1-2                           |
| 26 giu.                       | Vasco da Gama                 | -                             | Botafogo                      | 1-1                           |
| Gruppo B                      |                               |                               |                               |                               |
| 23 giu.                       | Flamengo                      | -                             | Fluminense                    | 1-1                           |
| 7 lug.                        | Santos                        | -                             | Palmeiras                     | 2-0                           |

| 2ª giornata                  | 2ª giornata                  | 2ª giornata                  | 2ª giornata                  | 2ª giornata                  |
| 26 giugno, 3 e 7 luglio 1993 | 26 giugno, 3 e 7 luglio 1993 | 26 giugno, 3 e 7 luglio 1993 | 26 giugno, 3 e 7 luglio 1993 | 26 giugno, 3 e 7 luglio 1993 |
| Gruppo A                     | Gruppo A                     | Gruppo A                     | Gruppo A                     | Gruppo A                     |
| ---------------------------- | ---------------------------- | ---------------------------- | ---------------------------- | ---------------------------- |
| 7 lug.                       | Botafogo                     | -                            | Corinthians                  | 0-1                          |
| 7 lug.                       | Vasco da Gama                | -                            | Portuguesa                   | 0-2                          |
| Gruppo B                     |                              |                              |                              |                              |
| 26 giu.                      | Santos                       | -                            | Fluminense                   | 3-1                          |
| 3 lug.                       | Palmeiras                    | -                            | Flamengo                     | 1-1                          |

| 3ª giornata         | 3ª giornata         | 3ª giornata         | 3ª giornata         | 3ª giornata         |
| 10 e 11 luglio 1993 | 10 e 11 luglio 1993 | 10 e 11 luglio 1993 | 10 e 11 luglio 1993 | 10 e 11 luglio 1993 |
| Gruppo A            | Gruppo A            | Gruppo A            | Gruppo A            | Gruppo A            |
| ------------------- | ------------------- | ------------------- | ------------------- | ------------------- |
| 10 lug.             | Portuguesa          | -                   | Botafogo            | 2-2                 |
| 11 lug.             | Corinthians         | -                   | Vasco da Gama       | 4-3                 |
| Gruppo B            |                     |                     |                     |                     |
| 10 lug.             | Flamengo            | -                   | Santos              | 3-0                 |
| 11 lug.             | Fluminense          | -                   | Palmeiras           | 0-3                 |

| 4ª giornata         | 4ª giornata         | 4ª giornata         | 4ª giornata         | 4ª giornata         |
| 14 e 17 luglio 1993 | 14 e 17 luglio 1993 | 14 e 17 luglio 1993 | 14 e 17 luglio 1993 | 14 e 17 luglio 1993 |
| Gruppo A            | Gruppo A            | Gruppo A            | Gruppo A            | Gruppo A            |
| ------------------- | ------------------- | ------------------- | ------------------- | ------------------- |
| 14 lug.             | Botafogo            | -                   | Vasco da Gama       | 1-2                 |
| 14 lug.             | Corinthians         | -                   | Portuguesa          | 2-0                 |
| Gruppo B            |                     |                     |                     |                     |
| 14 lug.             | Fluminense          | -                   | Flamengo            | 3-2                 |
| 17 lug.             | Palmeiras           | -                   | Santos              | 3-0                 |

| 5ª giornata             | 5ª giornata             | 5ª giornata             | 5ª giornata             | 5ª giornata             |
| 20, 21 e 24 luglio 1993 | 20, 21 e 24 luglio 1993 | 20, 21 e 24 luglio 1993 | 20, 21 e 24 luglio 1993 | 20, 21 e 24 luglio 1993 |
| Gruppo A                | Gruppo A                | Gruppo A                | Gruppo A                | Gruppo A                |
| ----------------------- | ----------------------- | ----------------------- | ----------------------- | ----------------------- |
| 21 lug.                 | Portuguesa              | -                       | Vasco da Gama           | 2-2                     |
| 24 lug.                 | Corinthians             | -                       | Botafogo                | 2-2                     |
| Gruppo B                |                         |                         |                         |                         |
| 20 lug.                 | Fluminense              | -                       | Santos                  | 1-1                     |
| 24 lug.                 | Flamengo                | -                       | Palmeiras               | 3-1                     |

| 6ª giornata         | 6ª giornata         | 6ª giornata         | 6ª giornata         | 6ª giornata         |
| 28 e 29 luglio 1993 | 28 e 29 luglio 1993 | 28 e 29 luglio 1993 | 28 e 29 luglio 1993 | 28 e 29 luglio 1993 |
| Gruppo A            | Gruppo A            | Gruppo A            | Gruppo A            | Gruppo A            |
| ------------------- | ------------------- | ------------------- | ------------------- | ------------------- |
| 28 lug.             | Botafogo            | -                   | Portuguesa          | 2-0                 |
| 28 lug.             | Vasco da Gama       | -                   | Corinthians         | 3-4                 |
| Gruppo B            |                     |                     |                     |                     |
| 28 lug.             | Santos              | -                   | Flamengo            | 4-3                 |
| 29 lug.             | Palmeiras           | -                   | Fluminense          | 2-0                 |

### Classifica

#### Gruppo A
| Pos. | Squadra       | Pt | G | V | N | P | GF | GS | DR |
| ---- | ------------- | -- | - | - | - | - | -- | -- | -- |
| 1.   | Corinthians   | 11 | 6 | 5 | 1 | 0 | 15 | 9  | +6 |
| 2.   | Portuguesa    | 5  | 6 | 2 | 1 | 3 | 7  | 9  | -2 |
| 3.   | Botafogo      | 4  | 6 | 1 | 2 | 3 | 7  | 8  | -1 |
| 4.   | Vasco da Gama | 4  | 6 | 1 | 2 | 3 | 11 | 14 | -3 |

#### Gruppo B
| Pos. | Squadra    | Pt | G | V | N | P | GF | GS | DR |
| ---- | ---------- | -- | - | - | - | - | -- | -- | -- |
| 1.   | Palmeiras  | 7  | 6 | 3 | 1 | 2 | 10 | 6  | +4 |
| 2.   | Santos     | 7  | 6 | 3 | 1 | 2 | 10 | 11 | -1 |
| 3.   | Flamengo   | 6  | 6 | 2 | 2 | 2 | 13 | 10 | +3 |
| 4.   | Fluminense | 4  | 6 | 1 | 2 | 3 | 6  | 12 | -6 |

### Verdetti
- Corinthians e Palmeiras qualificati per la finale.

## Finale

### Andata
| Arbitro: | Domingos |

| |            | |
| Edmundo 27’, 29’ | Marcatori  | |
| · Sérgio P · Cláudio D · Tonhão D · Alexandre Rosa D · Roberto Carlos D · Amaral C · Flávio Conceição C · Edílson C · 47’ Edmundo A · Maurílio A · Jean Carlo A | Formazioni | · P Ronaldo · D Luiz Carlos Winck · D Marcelo Djian · D Henrique · D Admílson · C Márcio Bittencourt · C Marcelinho Paulista · C Ezequiel · C Válber · A Leto · A Viola · C Bobô · A Rivaldo |
| Vanderlei Luxemburgo | Allenatori | Nelsinho Baptista |

### Ritorno
| Arbitro: | Rezende |

| |            | |
| · Ronaldo P · Luiz Carlos Winck D · Leandro Silva D · Marcelo Djian D · Henrique D · Admílson D · Bobô C · Marcelinho Paulista C · Ezequiel C · Válber C · Leto A · Viola A · Rivaldo A | Formazioni | · P Sérgio · D Cláudio · D Tonhão · D Alexandre Rosa · D Roberto Carlos · C César Sampaio · C Amaral · C Flávio Conceição · A Paulo Sérgio · A Maurílio · A Edílson · A Jean Carlo |
| Nelsinho Baptista | Allenatori | Vanderlei Luxemburgo |

## Classifica marcatori
| Gol |  |  | Giocatore     | Squadra       |
| --- |  |  | ------------- | ------------- |
| 6   |  |  | Renato Gaúcho | Flamengo      |
| 5   |  |  | Válber        | Corinthians   |
| 4   |  |  | Bentinho      | Portuguesa    |
| 4   |  |  | Pimentel      | Vasco da Gama |
| 3   |  |  | Darci         | Santos        |
| 3   |  |  | Edmundo       | Palmeiras     |
| 3   |  |  | Leto          | Corinthians   |
| 3   |  |  | Neizinho      | Santos        |